# مسرح سكيكدة الجهوي
مسرح سكيكدة الجهوي من المسارح الجهوية بالجزائر ويعد معلمًا تاريخيًا يتوسط مدينة «روسيكادا»، بمحاذات «حومة الطليان» التاريخية، شيد سنة 1936 وفقًا للهندسة الإيطالية وسمي «اللؤلؤة» تميزًا عن باقي مسارح الجزائر.

## نبذة تاريخية
يتربع مبنى مسرح سكيكدة الجهوي على مساحة تقدر بـ1000 متر مربع، ويستوعب 500 مقعد، جرى الشروع في إنجازه سنة 1912 من طرف المهندس شارل مونطالون، هذا الأخير بناه على أنقاض المسرح الخشبي القديم فيليب فيل الذي شُيّد سنة 1854، وأتلف نتيجة حريق مهول، لكن جاهزيته تأخرت إلى غاية 19 جانفي 1932.

## تأسيس
تأسس رسميا في 16 جانفي 2007، بموجب المرسوم التنفيذي رقم 07/18 المتضمن القانون الأساسي للمسارح الجهوية، لكن مسرح سكيكدة الجهوي لم ينطلق سوى في سنة 2009.

## أعمال
- “المذبحة”
- “فندق العالمين”
- “الإسكافية”